# Pterygodium platypetalum
Pterygodium platypetalum är en orkidéart som beskrevs av John Lindley. Pterygodium platypetalum ingår i släktet Pterygodium och familjen orkidéer. Inga underarter finns listade i Catalogue of Life.